# Монпелье (округ)
Монпелье (фр. Montpellier) — округ (фр. Arrondissement) во Франции, один из округов в регионе Окситания. Департамент округа — Эро. Супрефектура — Монпелье.
Население округа на 2016 год составляло 683 935 человек. Плотность населения составляет 496 чел./км². Площадь округа составляет 1004.8 км².
Округ Монпелье был создан в 1800 году.

## Кантоны[3]
- Ле-Крес (кантон) (фр.)
- Фронтиньян (кантон) (фр.)
- Латт (кантон) (фр.)
- Люнель (кантон) (фр.)
- Могио (кантон) (фр.)
- Мез (кантон) (фр.)
- Монпелье-1 (кантон) (фр.)
- Монпелье-2 (кантон) (фр.)
- Монпелье-3 (кантон) (фр.)
- Монпелье-4 (кантон) (фр.)
- Монпелье-5 (кантон) (фр.)
- Монпелье - Кастельно-ле-Лез (кантон) (фр.)
- Пиньян (кантон) (фр.)
- Сен-Жели-дю-Феск (кантон) (фр.)
- Сет (кантон) (фр.)